# Міжпланетне мерехтіння
Міжпланетне мерехтіння — випадкові коливання інтенсивності радіохвиль небесного походження на шкалі часу в кілька секунд. Воно схоже на мерехтіння зорі на нічному небі, проте виникає не у видимій частині електромагнітного спектру, а на радіохвилях. Міжпланетне мерехтіння є результатом поширення радіохвиль через неоднорідності густини електронів і протонів, утворені сонячним вітром.

## Ранні дослідження
Мерехтіння радіохвиль через дрібномасштабні структури в іоносфері, відоме як іоносферне мерехтіння, спостерігалося ще 1951 році Ентоні Г'юїшем, а потім в 1954 році для яскравого радіоджерела в Тельці. Г'юїш розглянув різні можливості та припустив, що неоднорідності в сонячній короні можуть спричиняти розсіювання через заломлення, викликаючі ті мерехтіння, які він спостерігав. Через десять років, проводячи астрометричні спостереження кількох яскравих джерел небесних радіохвиль за допомогою радіоінтерферометра, Г'юїш і двоє його співробітників повідомили про «незвичайні коливання інтенсивності» в кількох джерелах. Дані переконливо підтверджували уявлення про те, що флуктуації є наслідком нерегулярності густини плазми, пов'язаної з сонячним вітром. Автори назвали це явище міжпланетним мерехтінням і відзначили «відкриття явища міжпланетного мерехтіння».
Щоб дослідити міжпланетне мерехтіння, Г'юїш створив Interplanetary Scintillation Array в Мулардівській радіоастрономічній обсерваторії. Масив складався з 2048 диполів на майже п'яти акрах землі. Він був побудований для постійного огляду неба з часовою роздільною здатністю приблизно 0,1 секунди. Ця висока роздільна здатність відрізняла його від багатьох інших радіотелескопів того часу, оскільки астрономи не очікували, що випромінювання від об'єкта матиме таку швидку зміну. Невдовзі після початку спостережень студентка Г'юїша Джоселін Белл зробила несподіване відкриття, помітивши сигнал, який незабаром було визнано похідним від нового класу об'єктів — пульсара. Таким чином, саме дослідження міжпланетного мерехтіння призвело до відкриття пульсарів, хоча це відкриття було побічним продуктом, а не метою дослідження.

## Причина
Мерехтіння виникає в результаті зміни показника заломлення середовища, через яке проходять хвилі. Сонячний вітер — це плазма, що складається в основному з електронів і протонів, а коливання показника заломлення викликані коливаннями густини плазми. Різні показники заломлення призводять до зміни фази хвиль, що призводить до їхньої інтерференції. В результаті хвильовий фронт вигинається, хвилі розсіюються або збираються, і їхня інтенсивність змінюється.

## Застосування

### Сонячний вітер
Міжпланетне мерехтіння спричинене сонячним вітром, тому його вимірювання можна використовувати як простий спосіб дослідження сонячного вітру, бо спостережувані флуктуації інтенсивності спричинені неоднорідністю сонячного вітру. Середньоквадратичні коливання інтенсивності зазвичай ділять на середню інтенсивність джерела і називають це відношення індексом мерехтіння:
{\displaystyle m={\frac {\langle \Delta I^{2}\rangle ^{1/2}}{\langle I\rangle }}.}
Індекс мерехтіння можна пов'язати з відхиленням фази, викликаним турбулентністю в сонячному вітрі. Розрахунок для плоскої падаючої електромагнітної хвилі дає
{\displaystyle m\approx {\sqrt {2}}\Delta \phi .}
Наступний крок пов'язує зміну фази зі структурою густини сонячного вітру. Його можна спростити, припустивши, що щільність плазми найвища у напрямку до сонця, що дозволяє використовувати «наближення тонкого екрана». Це зрештою дає середньоквадратичне відхилення для фази
{\displaystyle \phi _{RMS}=\lambda r_{e}\left(aL\right)^{1/2}\left[\langle \delta N^{2}\rangle \right]^{1/2},}
де {\displaystyle \lambda } довжина хвилі, {\displaystyle r_{e}} — класичний радіус електрона, {\displaystyle L} це товщина «екрана» або масштаб довжини, на якому відбувається більша частина розсіювання, {\displaystyle a} — типовий масштаб розмірів неоднорідностей густини, а {\displaystyle \delta N^{2}} — середньоквадратична зміна щільності електронів відносно середньої густини. Таким чином, міжпланетне мерехтіння можна використовувати як зонд густини сонячного вітру. Також воно використовується для визначення швидкості сонячного вітру.
Довготривалі структури в сонячному вітрі можуть бути особливо добре досліджені цим методом. У кожний момент часу спостерігач на Землі має фіксовану лінію зору відносно сонячного вітру, але коли Сонце обертається з періодом обертання близько місяця, відносна лінія зору змінюється. Тоді можна зробити «томографічну реконструкцію» стійких структур в сонячному вітрі.

### Компактні джерела
Спектр потужності, який спостерігається від джерела, яке зазнає міжпланетного мерехтіння, залежить від кутового розміру джерела. Таким чином, вимірювання міжпланетного мерехтіння можна використовувати для визначення розміру компактних радіоджерел, таких як активні ядра галактик.